# ジョー・シャボニュー
ジョー・シャボニュー（Joseph Charboneau , 1955年6月17日 - ）は、アメリカ合衆国イリノイ州出身の元プロ野球選手（外野手及び指名打者）。右投右打。

## 経歴
クリーブランド・インディアンスに入団し、1980年にスプリング・トレーニングから期待の新人として扱われる。
サインを求めて暴徒化したファンによってボールペンを突き刺され、1インチ（約2.56cm）ほどの傷を負い、開幕には間に合わなかったが4月11日にメジャーデビュー。
たちまち打力と奇抜な行動で話題をさらう。
その「奇抜な行動」とは、のちにNBAのデニス・ロッドマンが見せたように、髪を奇抜な色に染めたり、ストローで鼻を通してビールを飲むといった、奇抜というよりは異常なパフォーマンス等であった。
打撃の方はこの年131試合に出場して打率.289、23本塁打、87打点で、本塁打と打点はチーム最多。
この活躍でア・リーグの新人王に選出される。
シーズン半ばにリリースされた「Go Joe Charboneau」という曲がローカルチャートで3位を獲得するなど、人気も集めた。
しかし、2年目となる1981年のスプリング・トレーニング中に背中を痛め、48試合に出場して打率.210、4本塁打でマイナーに降格。
背中を手術するが完治せず、翌1982年は22試合で打率.214、本塁打2で再びマイナーに降格となり、以後メジャーに再昇格することはなかった。マイナーでも低打率しか残すことができず、インディアンスからは1983年限りで解雇。

## 詳細情報

### 年度別打撃成績
| 年 度    | 球 団    | 試 合 | 打 席 | 打 数 | 得 点 | 安 打 | 二 塁 打 | 三 塁 打 | 本 塁 打 | 塁 打 | 打 点 | 盗 塁 | 盗 塁 死 | 犠 打 | 犠 飛 | 四 球 | 敬 遠 | 死 球 | 三 振 | 併 殺 打 | 打 率 | 出 塁 率 | 長 打 率 | O P S |
| -------- | -------- | ----- | ----- | ----- | ----- | ----- | -------- | -------- | -------- | ----- | ----- | ----- | -------- | ----- | ----- | ----- | ----- | ----- | ----- | -------- | ----- | -------- | -------- | ----- |
| 1980     | CLE      | 131   | 512   | 453   | 76    | 131   | 17       | 2        | 23       | 221   | 87    | 2     | 4        | 1     | 6     | 49    | 0     | 3     | 70    | 24       | .289  | .358     | .488     | .846  |
| 1981     | CLE      | 48    | 147   | 138   | 14    | 29    | 7        | 1        | 4        | 50    | 18    | 1     | 0        | 1     | 1     | 7     | 0     | 0     | 22    | 5        | .210  | .247     | .362     | .609  |
| 1982     | CLE      | 22    | 63    | 56    | 7     | 12    | 2        | 1        | 2        | 22    | 9     | 0     | 0        | 0     | 1     | 5     | 0     | 1     | 7     | 2        | .214  | .286     | .393     | .679  |
| MLB：3年 | MLB：3年 | 201   | 722   | 647   | 97    | 172   | 26       | 4        | 29       | 293   | 114   | 3     | 4        | 2     | 8     | 61    | 0     | 4     | 99    | 31       | .266  | .329     | .453     | .782  |

### 表彰
- 新人王（1980年）